# 【全日本○○グラドルコンテスト】アビリティ
『【全日本○○グラドルコンテスト】アビリティ』（ぜんにほんまるまるグラドルコンテスト アビリティ、副題、英題はALL JAPAN ○○ GRAVURE IDOL CONTEST ABILITY。）は、インターネットテレビ局AbemaTVのAbemaSPECIALチャンネルで2018年11月4日から2019年3月31日まで配信されていたバラエティ番組。番組表では配信回で行われる項目により、【全日本歌姫グラドルコンテスト】（#2）、【全日本軟体女王グラドルコンテスト】（#3）など○○の中には文言が挿入される。

## 概要
グループアイドルやモデルの領土拡大により活躍機会を奪われ、絶滅の危機に瀕しているグラビアアイドル。しかしレジェンドグラドルいわく「グラビアアイドルには無限の能力があるはず」。アピールの機会を奪われたグラドルの原石たちから特定のコンテストを催すことによってアビリティ（ability：能力、特技、才能）を発掘するというコンセプトの配信番組。
仰々しい番組タイトルは、プロフィールに書くことで輝かしい経歴として加え、ブレイクの踏み台にしてもらいたい。他番組に出やすくなるメリットになってほしいという意図が含まれている。
事前に総勢183名によるオーディションが行われ、能力の重複したものから最終選抜。コンテストのテーマには“料理”“ピアノ”といった自らの特技を生かせるものから、”柔軟”“低身長”など、生まれ持った個性で競うものまで開催。番組ではコンテストの模様だけではなく、#1ではグラビアアイドルの個別インタビューを含むドキュメンタリーを制作。その人物にとってグラビアとは何かを解き明かし、グラビアアイドルの意義を伝えるコンテンツとなっている。

## 出演者

### レギュラー
- ケンドーコバヤシ（大会運営委員）[3][注 1]

### MC
- 川島明（麒麟）[4]

### 実況
- 清野茂樹

### アビリティーヌ
#5以前は「応援サポーター」名義。#14以降は（カップ表記）
- 小島瑠那、保﨑麗、麻亜子（ミスFLASH2018グランプリ） #2
- 竹内花（ミスヤングチャンピオン2017グランプリ）、佐藤望美、太田和さくら（同2018グランプリ） #3
- 西原愛夏、小田飛鳥、加納葉月 #6、7
- 水月桃子、夏本あさみ、麻亜子、藤咲きく乃、ロスリン七海 #9、10、19
- 山岸奈津美、阿南萌花、沙倉しずか（ミスFLASH2019グランプリ） #11、12
- 白川未奈（Hカップ）、紺野栞（Hカップ）、COCO（Fカップ） #14、15、16
- 足立華（Gカップ)、小島みゆ（Fカップ)、清水あいり(Hカップ) #17、18
- 清水あいり（Hカップ）、紺野栞（Hカップ） #20、21

### ナレーション
- 垂木勉[5]

### 運営委員会
毎回カメラマン、後述の担当編集者などが参加。このほかグラビアページを持つ漫画雑誌、写真週刊誌。ウェブサイト、DVDメーカーが運営協力として紹介されている。
- 週刊ヤングジャンプ、週刊プレイボーイ、S-DIGITAL、ラインコミュニケーションズ、竹書房、月刊エンタメ、EX大衆、ワニブックス、ヤングアニマル、Sabra、ヤングチャンピオン、FLASH、SPA!、漫画アクション、ヤングガンガン

## 主な企画
欠番回は総集編、ドキュメンタリーなどコンテスト以外の企画回。#14以降はカップ表記。
| 配信回 | 配信日時        | アビリティタイトル                                                   | 優勝者          | その他エントリー選出者 | 特別大会運営委員                                                                                             |
| ------ | --------------- | -------------------------------------------------------------------- | --------------- | --- | --- |
| #2     | 2018年 11月11日 | グラドルNo.1歌姫決定！【全日本歌姫グラドルコンテスト】               | 水月桃子        | 白川未奈 利根さやな カリーナ 藤田恵名 | 袴田吉彦 |
| #3     | 11月18日        | 驚異の軟体にケンコバ興奮！【全日本柔軟女王グラドルコンテスト】       | 夏本あさみ      | 西原愛夏 藤原亜紀乃 桜りん 稲森美優 | 袴田吉彦 |
| #4     | 11月25日        | ケンコバがグラドル新人発掘公開オーディション！【グラドルの虎】       |                 | 新垣由奈 小田飛鳥 加納葉月 小島みゆ 紺野栞 清水あいり 仲村まひろ 藤咲きく乃 麻亜子 牧野紗弓 宮崎由望 ロスリン七海 | |
| #5     | 12月2日         | グラドル新人発掘公開オーディション！後半戦【グラドルの虎】           |                 | 新垣由奈 小田飛鳥 加納葉月 小島みゆ 紺野栞 清水あいり 仲村まひろ 藤咲きく乃 麻亜子 牧野紗弓 宮崎由望 ロスリン七海 | |
| #6     | 12月9日         | グラドルNo.1ど根性は誰だ！【全日本ど根性グラドルコンテスト】         |                 | あさいあみ 小林ひろみ 紺野栞 相良朱音 白川未奈 高梨瑞樹 牧野紗弓 三宿菜々 | 細川ふみえ                                                                                                   |
| #7     | 12月16日        | 激闘を制したNo.1ど根性決定！【全日本ど根性グラドルコンテスト】       | 小林ひろみ      | あさいあみ 紺野栞 相良朱音 白川未奈 高梨瑞樹 牧野紗弓 三宿菜々 | 細川ふみえ                                                                                                   |
| #9     | 2019年 1月6日   | 美脚グラドルが壮絶脚力バトル！【全日本脚力女王グラドルコンテスト】   |                 | 沖名瑠美 COCO 小島みゆ 嶋村瞳 清水あいり 凉原あす菜 椿原愛 仲村まひろ 伏美亜里紗 松嶋えいみ | 袴田吉彦 井上和香                                                                                            |
| #10    | 1月13日         | 美脚グラドル激闘の後半戦！【全日本脚力女王グラドルコンテスト】       | 伏美亜里紗      | 沖名瑠美 COCO 小島みゆ 嶋村瞳 清水あいり 凉原あす菜 椿原愛 仲村まひろ 松嶋えいみ | 袴田吉彦 井上和香                                                                                            |
| #11    | 1月20日         | グラドルたちが演技力で魅せる！【全日本演技派グラドルコンテスト】     |                 | 足立華 新井花菜 小田飛鳥 小田切瑠衣 椎名香奈江 立花このみ 春野恵 水月桃子 | 井筒和幸 袴田吉彦 細川ふみえ                                                                                 |
| #12    | 1月27日         | グラドル演技女王決定！衝撃結末【全日本演技派グラドルコンテスト】     | 椎名香奈江      | 足立華 小田飛鳥 春野恵 新井花菜 | 井筒和幸 袴田吉彦 細川ふみえ                                                                                 |
| #14    | 2月10日         | 軟体グラドル激突！第2回【全日本柔軟女王グラドルコンテスト】          |                 | 新井花菜（Gカップ） 桜りん（Fカップ） 佐藤望美（Dカップ） 立花このみ（Aカップ） 仲村まひろ（Bカップ） 夏本あさみ（Dカップ） 西原愛夏（Fカップ） 日野麻衣（Gカップ） 村上りいな（Cカップ） 森崎まみ（Fカップ）                                            | 袴田吉彦 池谷幸雄                                                                                            |
| #15    | 2月17日         | 水着柔軟白熱の後半戦！第2回【全日本柔軟女王グラドルコンテスト】      |                 | 新井花菜 桜りん 佐藤望美 立花このみ 仲村まひろ 夏本あさみ 西原愛夏 日野麻衣 村上りいな 森崎まみ | 袴田吉彦 池谷幸雄                                                                                            |
| #16    | 2月24日         | ついに完結編！2代目女王決定【全日本柔軟女王グラドルコンテスト】      | 新井花菜 桜りん | 佐藤望美 立花このみ 仲村まひろ 夏本あさみ 西原愛夏 日野麻衣 村上りいな 森崎まみ | 袴田吉彦 池谷幸雄                                                                                            |
| #17    | 3月3日          | グラドル×お嬢様!?禁断のバトル【全日本お嬢様グラドルコンテスト】      |                 | 雨宮奈生（Fカップ） さくらこ（Fカップ） 白川未奈（Hカップ） 白宮奈々（Fカップ） 西原愛夏（Fカップ） 吉田香奈子（Eカップ） | 袴田吉彦 細川ふみえ                                                                                          |
| #18    | 3月10日         | エロ賢いお嬢様グラドルNo.1が決定！【全日本お嬢様グラドルコンテスト】 | 西原愛夏        | 雨宮奈生 さくらこ 白川未奈 白宮奈々 吉田香奈子 | 袴田吉彦 細川ふみえ                                                                                          |
| #19    | 3月17日         | グランドチャンピオン大会先行公開＆脚力女王コンテスト総集編           |                 | 沖名瑠美 COCO 小島みゆ 嶋村瞳 清水あいり 涼原あす菜 椿原愛 仲村まひろ 伏美亜里紗 松嶋えいみ | 袴田吉彦 井上和香                                                                                            |
| #20    | 3月24日         | 真のグラドルついに決定！優勝者集結で決戦【グランドチャンピオン大会】 |                 | 水月桃子（歌姫女王）Hカップ 夏本あさみ（柔軟初代女王）Dカップ 小林ひろみ（ど根性女王）Cカップ 伏美亜里紗（脚力女王）Fカップ 椎名香奈江（演技派女王）Fカップ 新井花菜（柔軟2代目女王）Gカップ 西原愛夏（お嬢様女王）Fカップ 白川未奈（番組推薦枠）Hカップ | 袴田吉彦 細川ふみえ 中村顕一（ヤングチャンピオン編集部） 内田英介（sabra net編集部） 小山知輝（FLASH編集部） |
| #21    | 3月31日         | ついに完結！グラドルの頂点が決まる！【グランドチャンピオン大会】     | 小林ひろみ      | | 袴田吉彦 細川ふみえ 中村顕一（ヤングチャンピオン編集部） 内田英介（sabra net編集部） 小山知輝（FLASH編集部） |

## スタッフ
- 制作協力：オラフズ、daInaRI（ダイナリ）[8]
- 制作著作：AbemaTV